# Festival Estéreo Picnic
El Festival Estéreo Picnic es un festival musical alternativo y de entretenimiento cultural que se realiza cada año en la ciudad de Bogotá, Colombia. Desde 2019 hasta 2023 se realizó en el Club Briceño 18 en Sopó, Cundinamarca. Y desde el año 2024 se realiza en el Parque Simón Bolívar.

## Historia
Creado en 2010 por un grupo independiente de promotores de eventos, con muchas dificultades sobre todo en las primeras ediciones,  el Festival Estéreo Picnic se ha venido realizando en la Sabana de Bogotá con artistas nacionales e internacionales que ofrecen música Rock, Electrónica, Pop y Nuevo Folcklore entre muchos otros.
El evento consta también de actividades culturales y de entretenimiento, alternas a los conciertos en donde los asistentes pueden disfrutar de comida y arte al aire libre. Sus organizadores han querido enfocar la experiencia musical con artistas de amplio reconocimiento internacional, nacional y local, acompañados con actividades paralelas tales como la muestra comercial denominada  "Hippie Market", y mucho espacio para la convivencia entre los asistentes al estilo de grandes festivales del mundo como Coachella y Lollapalooza.

## Artistas participantes
- 2010 (Abril 24) - Matisyahu, 2manydjs, Instituto Mexicano del Sonido, Bomba Estéreo, Palenke Soul Tribe, Superlitio, The Hall Effect y Alerta.[5]
- 2011 (Abril 9) - Calle 13, The Presets, CSS, Choquibtown, Lee "Scratch" Perry, Zoe, The Sounds, The Twelves, Bag Raiders, Modex, Jiggy Drama, Profetas, Providencia, Frente Cumbiero, Radio Rebelde, The Mills, V for Volume, Alfonso Espriella, Ciegos SordosMudos, Reino del Mar, Benditol, LSCFJ, Monsieur Periné, Revólver, Sexy Lucy, Purple Zippers, Remaj 7, Frankie ha muerto. DJ SETS: Troyans, Sonido Bestial, Pizarro, Armandito, Steven Gubereck, Fruto.[6]
- 2012 (Marzo 30) - MGMT, Caifanes, TV on the Radio, Cassius, Gentleman, Tinie Tempah, Yuksek, Amigos Invisibles, Tres Coronas, Denver, Toy Selectah, Systema Solar, Monsieur Periné, Superlitio, Crew Peligrosos, SoundaCity, La Máquina del Caribe, De Bruces a Mi, Planes, Globos de Aire, Copyright, Resina Lala y Armando Quest.[7]
- 2013 (Abril 5 y 7) - The Killers, New Order, Café Tacvba, Two Door Cinema Club, Foals, Steve Aoki, Crystal Castles, León Larregui, Major Lazer, Carla Morrison, Vetusta Morla, Juan Cirerol, Diamante Eléctrico, Ondatrópica, Alcolyrikoz, Esteman, Mr. Bleat, Meridian Brothers, Planes, Silencio No Hay Banda, Pernett y Panorama.[8]
- 2014 (Abril 3 a 5) Red Hot Chili Peppers, Nine Inch Nails, Los Fabulosos Cadillacs, Empire of the Sun, Tiësto, Phoenix, Pixies, Vampire Weekend, Zoé, Axwell, Julian Casablancas, Cut Copy, Zedd, Gogol Bordello, Babasónicos, Bomba Estéreo, Capital Cities, The Wailers, Monsieur Periné, Portugal The Man, Jovannoti, Cultura Profética, La 33, AFI, Savages, Natalia Lafourcade, Dorian, Charles King, Mateo Lewis, Antombo, RVSB, Los Petitfellas, Árbol de ojos, Camila Moreno, Consulado Popular, Juan Pablo Vega, Injury, Gerard, OH´Laville, Lianna, El Freaky.Ronny Albarracin.[9]
- 2015 (Marzo 12 a 14) Kings of Leon, Calvin Harris, Jack White, Skrillex, Andrés Calamaro, Kasabian, Damian Marley, Alt-j, Aterciopelados, Major Lazer, Deep Dish, The Kooks, Draco Rosa, Rudimental, Soja, Sbtrkt, Los Amigos Invisibles, La Mala Rodríguez, Miami Horror, Systema Solar, Él Mató A Un Policía Motorizado, Designer Drugs, Fatso, Herencia De Timbiquí, Astro, Danicattack, Caloncho, Telebit, Slow Hands, Foster The People, Andrés Correa, La Tostadora, Ulises Hadjis, Rancho Aparte, Okraa, Chet Faker, Crew Peligrosos, Ciegossordomundos, 424, Dmk, Federico Franco, Balancer, Puerto Candelaria, Salt Cathedral, Pedrina Y Río, Tan Tan Morgan, Grupo De Expertos Sol Y Nieve, Compass, Crew Love, Reyno, Mavidip & Steinlausky, Quique Neira, Steven Guberek, Elsa Y Elmar, Lion Reggae, Milmarías, Planes, Superlitio, Mitú.[10]
- 2016 (Marzo 10 a 12) - The Kitsch, Revólver Plateado, Sultana, Albert Hammond Jr., Vicente García, Nelda Piña & La Boa, Bad Religion, Walk The Moon, Onda Vaga, Odesza, Jungle, Sidestepper, Die Antwoord, Duke Dumont, Mnkybsnss, Zedd, Kygo, Electric Mistakes, Ismael Ayende, Xavier Martinex, El Otro Grupo, Los Pirañas, Goli, The Joy Formidable, Little Jesus, Kanaku Y El Tigre, Ela Minus, Francisca Valenzuela, Gabriel Garzón-Montano, La Minitk Del Miedo, Christina Rosenvinge, Alvvays, A-Trak,  Unknown Yet, Lunate, Patrick Topping, Nicola Cruz, Jamie Jones, Nicolas Jaar, 1280 Almas, Ximena Sariñana, Tarmac, Of Monsters and Men, Oh'laville, Seeed, Tame Impala, Alabama Shakes, Los Petitfellas, Mumford & Sons, Noel Gallagher, The Flaming Lips, Florence + The Machine, Snoop Dogg,  Jack Ü (Skrillex + Diplo)
- 2017 (Marzo 23 a 25) - The Strokes, The Weeknd, Deadmau5, Justice, The XX, Martin Garrix, Wiz Khalifa, Flume, Sublime with Rome, Richie Hawtin, Two Door Cinema Club, Rancid, Caribou, Cage the Elephant, G-Eazy, Glass Animals, Silversun Pickups, Vance Joy, Claptone: Immortal Live, Damian Lazarus, Toto la Momposina, Catfish and the Botlemen, Bob Moses, Gus Gus, Quantic, Chancha Vía Circuito, Rawayana, Aj Dávila, Bazurto All Stars, Nawal, Julio Victoria, Árbol de Ojos, Canalón de Timbiqui, Seis Peatones, Zalama Crew, Los Makenzy, Mateo Kingman, Ali A.K.A Mind, Elkin Robinson, Cero 39, Romperayo, Felipe Gordon, Coco Nono, Julio Garces, Nanook el Último Esquimal, Sagan, Ratrace, Adi, N Hardem, Los Hotpants, Popstitute, Buendía.[11]
- 2018 (Marzo 23 a 25) - The Killers, Gorillaz, Lana Del Rey, The Neighbourhood, LCD Soundsystem, DJ Snake, Zoé, Hardwell, The National, Bomba Estéreo, Royal Blood, Galantis, Kali Uchis, Dillon Francis, Kamilo Kaldas, Metronomy, Mac DeMarco, Milky Chance, The Black Madonna, Sofi Tukker, Ondatrópica, Oh Wonder, La Vida Boheme, Diamante Eléctrico, Crew Peligrosos, Dengue Dengue Dengue, Charles King, Buscabulla, Telebit, N.A.A.F.I, La Chiva Gantiva, Centavrs, Thomas Jack, MNKYBSNSS, La Máquina Camaleón, La Boa, Technicolor Fabrics, Tribu Baharú, Esteban Copete Y Su Kinteto Pacífico, Abelardo Carbono, Cynthia Montaño, Dany F, Ácido Pantera, Surcos, Moügli, Salomón Beda, La Ramona, Pablo Trujillo, Saail, Alfonso Espriella, Bleepolar, Tomas Station.[12][13][14][15]
- 2019 (Abril 5 a 7) - Arctic Monkeys, Kendrick Lamar, Twenty One Pilots, Sam Smith, Underworld, Tiësto, Disclosure, The 1975, Interpol, Odesza, Grupo Niche, Years & Years, St. Vincent, Foals, Portugal. The Man, Rhye, DJ Koze, Rüfüs Du Sol, Erlend Øye y la Comitiva, Zhu, Khruangbin, FIDLAR, Nicola Cruz, Cuco, Alcolirykoz, Jon Hopkins, Seun Kuti & Fela's Egypt 80, Bajo Tierra, Esteman, Los Espíritus, Mitú, Ximena Sariñana, Rap Bang Club, Carlos Sadness, Irie Kingz, Mula, The Kitsch, Nicolás y Los Fumadores, Apache, Pedrina, La Payara, Margarita Siempre Viva, ha$lopablito, Usted Señalemelo, Mabiland, Quemarlo todo por error, Las Yumbeñas, TSH Sudaca, Alejandro y María Laura, Absalón y Afropacífico, Arrabalero, Da Pawn, Montaña, Silvina Moreno.[16][17][18]
- 2020 - cancelado por la pandemia del COVID-19.

Guns N' Roses, The Strokes, The Chemical Brothers,  Armin van Buuren, Vampire Weekend, Nile Rodgers, James Blake, Cage the Elephant, LP, Cultura Profética, Hot Chip, Rita Ora, Four Tet, Rex Orange County, 00:30, Charli XCX, Binomio de Oro de América, Kacey Musgraves, Madeon, King Princess, Idles, Pabllo Vittar, Micro TDH, Red Axes, XXXXXXX, Black MIDI, Tomasa del Real, Golden Dawn Arkestra, Elsa y el Mar, Nanpa Básico, Javiera Mena, Bad Gyal, Margarita siempre viva, Los Makency, La Pacifican Power, Los Árboles, Babelgam, N. Hardem + Las Hermanas, Los Niños Telepáticos, Teatro Unión, Los Yorkis, Los Maricas, Armenia, Mr. Bleat, W.Y.K., Cerrero, Ceferina Banquez, Aguas Ardientes, Mente Orgánica, Encarta 98, Pancho Piedra, Urdaneta. (Edición no realizada por medidas sanitarias vigentes en ese momento por la pandemia del COVID-19). 
- 2022 (marzo 25 a 27) - Foo Fighters (cancelado de último momento debido al fallecimiento de Taylor Hawkins), J Balvin, The Strokes, Ashnikko,  Martin Garrix, Binomio de Oro de América, Marina Diamandis, Black Pumas, C. Tangana, Diamante Eléctrico, DJ Hell, Doja Cat, Ela Minus, Él Mató a un Policía Motorizado, Fatboy Slim, King Gizzard & the Lizard Wizard, Las Ligas Menores, Los Gaiteros de San Jacinto, Machine Gun Kelly, Nicki Nicole, Nile Rodgers, Nina Kraviz, Phoebe Bridgers, Stacey Pullen, The Drums, The Hacker, Eladio Carrión, Armenia, Avalon Emerson, A$ap Rocky, Babelgam, Bejuco, Briela Ojeda, Caribou, Devendra Banhart, Edson Velandia, Fort Romeau, Javiera Mena, Juan Pablo Vega, Duplat, La Pacifican Power, Las Añez, Los Cotopla Boyz, Los Niños Telepáticos, Margarita Siempre Viva, Pancho Piedra, Piel Camaleón, Red Axes, Teatro Unión, Urdaneta, W.Y.K., XXXXXXX.
- 2023 (marzo 23 a 26) -Drake, Billie Eilish, Blink 182 (cancelado semanas antes por la lesión en la mano del baterista, Travis Barker. Como cabeza de cartel, fue reemplazado por Twenty One Pilots), The Chemical Brothers, Tame Impala, Rosalía, Wu-Tang Clan, Lil Nas X, Morat, Blondie, Kali Uchis, The 1975, Cut Copy, Melanie Martinez, Bizarrap, Armin van Buuren, Moderat, Tove Lo, Jamie xx, Jerry Rivera, Wallows, Cigarettes After Sex, Sofi Tukker, Ryan Castro, The Rose, Trueno, Alci Acosta, Gorgon City, Aurora, Devendra Banhart, Tokischa, Conan Gray, Dominic Fike, Polo & Pan, Purple Disco Machine, 100 Gecs, The Change, Ha$lopablito, L'Impératrice, Elikn Robinson, Álex Ferreira, Frente Cumbiero, Omar Apollo, Willow, Sen Senra, Mitú, Mabiland, Louta, Nidia Góngora, Elsa y Elmar, Modest Mouse, Nora En Pure, Bandalos Chinos, Villano Antillano, La Ramona, Jesse Baez, Nicolás y los fumadores, Lee Eye, Juliana, Lika Nova, Mr. Bleat, Higuita en Chanclas, Llilli, Ana Sanz, Dawer x Damper, No Rules Clan, Junior Zamora, Santiago Navas, Semblanzas del rio Guapi, Flor de Jamaica, La Perla, Felipe Orjuela, Mugre Sur, Salt Cathedral, Tropicana Club, Ev, Ana María Vahos, Amantina, Neck Talese, Lalo Cortés, Vale, La banda del Bisonte, Pilar Cabrera, Marta Rivera.
- 2024 (marzo 21 a 24) - Blink 182, Feid, SZA, Blessd, Kings of Leon, Sam Smith, Arcade Fire, Limp Bizkit, Hozier, Placebo, Greta Van Fleet, Thirty Seconds To Mars, M.I.A, The Offspring, Phonenix, Black Coffee, James Blake, Grupo Frontera, Rina Sawayana, The Blaze, Tainy, Dove Cameron, Fruko y sus Tesos, King Gizzard & The Lizard Wizard, Bad Gyal, Proyecto Uno, Four Tet, Arca, Kevin Kaarl, The Blessed Madonna, Nicki Nicole, Omar Apollo, Zhu, Whomadewho, Jaden, Kittin, Nothing But Thieves , Floating Points, Yves Tumor, Future Islands, La Etnnia, Poolside, Overmono, YSY A, Latin Mafia, Penyair, Irepelusa, Oblivion´s Mighthy Trash, Verraco, Homie!, Rutzo, Dillom, Tornall, Divino Niño, Laura Pérez, Maca & Gero, El Kalvo, Sa!koro, Akrila, Lolabúm, Okraa, Verito Asprilla, Matar Fuma, Lucas Hill, Niclear Digital Transistor, Mala Bengala, Los Dinosaurios Murieron Ayer, Selene, Buha 2030, Afro Legends, More, Mariscos, Volcán, Caballos de Fuerza, Anamaría Dramas, Laurél, Esteban Rojas
- 2025 (marzo 27 a 30)  - Shawn Mendes, Olivia Rodrigo, Benson Boone, Evgeny Ginzburg, Danny Ocean, Alanis Morissette, Foster the People, Kavinsky, Modeselektor, Cariño, Parcels, The Marías, Empire of the Sun, Charlotte de Witte, Teddy Swims, Girl in Red, Michael Kiwanuka, Jaze, Tate McRae, Fontaines D.C., Zedd, Justin Timberlake, Tool, Rüfüs Du Sol, Mon Laferte, Nathy Peluso, Clubz, Inhaler, Justice, The Hives, Incubus, Olivia Rodrigo,  Richie Hawtin, Elena Rose, The Black Keys, Sofia Kourtesis, St. Vincent, Kei Linch, Galy Galiano, Nasa Histoires, Chell, Pirlo, Gato E' Monte, Magna, Lunalé, Julianna, Hermanos Gutierrez, Noise Factory, Gabriela Ponce, Juliana Quédate Otro Día, Árde Bogota, PabloPablo, Felipe Orjuela, Dex Efx Xox, Cardelino, Melov, Monolink, Nessa Barrett, Caribou, BALTHVS, De Mar y Río, Granjua, Funk Tribu, Los Petitfellas, Ela Taubert, Barry Can't Swim, Ca7riel & Paco Amoroso, Soul Am and Friends, Ángel Dumile, Las Mijas, Neil Frances, Kapo, Armenia, Dj Who, Yo no la Tengo, Motherflowers, Oh'Laville, JPEGMafia, Bad Milk, Kidchen, Raquel, Mayra Sánchez, Canales Nacionales
- 2026 (marzo 20 a 22)

## Artistas internacionales invitados
El festival se caracteriza por invitar artistas de diferentes nacionalidades y de gran renombre, entre los que se encuentran:
| País                 | Artistas invitados |
| América              | América |
| -------------------- | --- |
| Venezuela            | Los Amigos Invisibles, Ulises Hadjis, Rawayana, La Vida Bohème, Apache, Devendra Banhart |
| Ecuador              | Nicola Cruz, Da Pawn, Lolabúm |
| Estados Unidos       | Matisyahu, MGMT, TV on the Radio, Tres Coronas, The Killers, Steve Aoki, Red Hot Chili Peppers, Nine Inch Nails, Pixies, Vampire Weekend, Julian Casablancas, Gogol Bordello, Capital Cities, Portugal. The Man, AFI, Kings of Leon, Jack White, Skrillex, Deep Dish, Soja, Designer Drugs, Foster The People, Albert Hammond Jr., Bad Religion, Walk The Moon, Odesza, Nicolas Jaar, Alabama Shakes, The Flaming Lips, Snoop Dogg, Jack Ü, The Strokes, Wiz Khalifa, Sublime with Rome, Rancid, Cage the Elephant, G-Eazy, Silversun Pickups, Lana Del Rey, The Neighbourhood, LCD Soundsystem, The National, Kali Uchis, Dillon Francis, The Black Madonna, Sofi Tukker, Kendrick Lamar, Twenty One Pilots, Interpol, St. Vincent, Zhu, Khruangbin, FIDLAR, Cuco, Ashnikko, Black Pumas, Doja Cat, Machine Gun Kelly, Nile Rodgers, Stacey Pullen, The Drums, Avalon Emerson, A$AP Rocky, Eladio Carrión, Billie Eilish, Wu-Tang Clan, Lil Nas X, Blondie, Melanie Martinez, Wallows, Cigarettes After Sex, Conan Gray, Dominic Fike, Omar Apollo, Modest Mouse, Dove Cameron |
| Puerto Rico          | Calle 13, Cultura Profética, Draco Rosa, AJ Davila, Jerry Rivera, Villano Antillano, Tainy |
| República Dominicana | Vicente García, Tokischa, The Change, Álex Ferreira |
| Brasil               | CSS, The Twelves |
| Argentina            | Los Fabulosos Cadillacs, Babasónicos, Andrés Calamaro, Él Mató A Un Policía Motorizado, Onda Vaga, Chancha Vía Circuito, Usted Señalemelo, Silvina Moreno, Las Ligas Menores, Bizarrap, Trueno, Bandalos Chinos, Nathy Peluso |
| Canadá               | Crystal Castles, Alvvays, A-Trak, The Weeknd, Deadmau5, Caribou, Bob Moses, Mac DeMarco, Rhye, Drake |
| México               | Instituto Mexicano del Sonido, Zoe, Caifanes, Toy Selectah, Café Tacvba, León Larregui, Carla Morrison, Juan Cirerol, Natalia Lafourcade, Caloncho, Little Jesus, Ximena Sariñana, Ed Maverick |
| Jamaica              | Lee "Scratch" Perry, Major Lazer, The Wailers, Damian Marley |
| Perú                 | Kanaku Y El Tigre, Alejandro y María Laura |
| Chile                | Denver, Quique Neira, Francisca Valenzuela, Javiera Mena |
| Europa               | |
| Reino Unido          | Tinie Tempah, New Order, Two Door Cinema Club, Foals, Savages, Calvin Harris, Kasabian, Alt-j, The Kooks, Rudimental, Sbtrkt, Jungle, Duke Dumont, The Joy Formidable, Patrick Topping, Jamie Jones, Mumford & Sons, Noel Gallagher, Florence + The Machine, The XX, Richie Hawtin, Glass Animals, Damian Lazarus, Catfish and the Botlemen, Quantic, Gorillaz, Royal Blood, Metronomy, Oh Wonder, Arctic Monkeys, Sam Smith, Underworld, Disclosure, The 1975, Years & Years, Jon Hopkins, Marina Diamandis, Fatboy Slim, Fort Romeau, The Chemical Brothers, Jamie xx, Gorgon City |
| España               | Vetusta Morla, Dorian, La Mala Rodríguez, Christina Rosenvinge, Carlos Sadness, C. Tangana, Rosalia |
| Francia              | Cassius, Yuksek, Phoenix, Justice, DJ Snake, The Hacker, Polo & Pan, L'Impératrice |
| Alemania             | Gentleman, Seeed, Claptone, Milky Chance, DJ Koze, DJ Hell, Moderat, Purple Disco Machine |
| Países Bajos         | Tiësto, Martin Garrix, Hardwell, Armin van Buuren |
| Noruega              | Kygo, Erlend Øye y la Comitiva, Aurora |
| Rusia                | Zedd, Nina Kraviz |
| Bélgica              | 2manydjs |
| Italia               | Jovannoti |
| Islandia             | Of Monsters and Men, GusGus |
| Suecia               | The Sounds, Axwell, Galantis, Tove Lo |
| África               | |
| Nigeria              | Seun Kuti & Fela's Egypt 80, |
| Sudáfrica            | Die Antwoord, Nora En Pure |
| Asia                 | |
| Israel               | Red Axes |
| Corea del Sur        | The Rose |
| Oceania              | |
| Australia            | The Presets, Bag Raiders, Empire of the Sun, Cut Copy, Miami Horror, Chet Faker, Tame Impala, Flume, Vance Joy, Rüfüs Du Sol, Parcels |